# Begonia garrettii
Espèce
Begonia garrettii est une espèce de plantes de la famille des Begoniaceae.
Elle a été décrite en 1930 par William Grant Craib (1882-1933).